# Paul Lindner (Widerstandskämpfer)
Paul Lindner (* 10. Mai 1911 in Berlin; † 18. November 1969 in Berlin) war ein deutscher Widerstandskämpfer in der Zeit des Nationalsozialismus.

## Leben
Lindner wuchs in einem sozialdemokratisch orientierten Elternhaus auf. Bereits als Jugendlicher wurde er während seiner Ausbildung Mitglied des DMV. Ab Anfang der 1930er Jahre war er im „BB-Apparat“ (für Betriebsberichterstattung) des geheimen Nachrichtendienstes der KPD tätig.
1932 wurde er in der Nähe seines Elternhauses Opfer eines Nazi-Sturmtrupps. 1933 wurde er verhaftet und zwölf Tage lang gefoltert, wobei ihm die Zähne ausgeschlagen wurden und er Langzeitschäden an den Nieren erlitt. 
Nach der Haftentlassung beteiligte er sich dennoch am gewerkschaftlichen Untergrundkampf. Er organisierte einen geheimen Club der Gewerkschaftsjugend zur Schulung auf die Bedingungen für die „illegale“ Gewerkschaftsarbeit, an der bis 1935 etwa 400 Personen teilnahmen. Da er dadurch wieder ins Visier der Gestapo geriet, floh er 1935 aus Deutschland in die Tschechoslowakei (CSR). Dort beteiligte er sich an der „Grenzarbeit“. Er unterwies junge deutsche Emigranten, half als Juden verfolgten Personen bei der Flucht über die Grenze und erkundete militärische Anlagen der Wehrmacht im Grenzgebiet für die Armee der ČSR. 1938 war er Gründungsmitglied der FDJ in Prag.
1939 erhielt er ein Visum für Großbritannien und übersiedelte in die englische Kleinstadt Chatham. Unterstützung erhielt er dabei vom Youth Refugee and Relief Councel, einer antifaschistischen Hilfsorganisation britischer Jugendverbände. Dadurch lernte er die Engländerin Marjorie Andrews kennen, die aus der Labor Party League of Youth stammte und Lindner Englisch beibrachte. Im Mai 1942 heirateten die beiden, nachdem Lindner zuvor als feindlicher Ausländer zuerst in Kanada und anschließend auf der Isle of Man interniert worden war. Nach der Heirat arbeitete Lindner als Dreher in London.
Durch Erich Henschke erhielt er Kontakt zum US-Nachrichtendienst OSS.
Nach der OSS-Ausbildung wurde er im Januar 1945 in ein Kriegsgefangenenlager geschickt, um auszuprobieren, ob er sich noch unauffällig unter Deutschen bewegen könne.
Er landete Anfang März 1945 zusammen mit Anton Ruh westlich von Berlin. Beide erreichten das Haus von Lindners Vater in einer Laubensiedlung in Berlin-Britz, von wo aus sie schon nach 12 Tagen, wie zuvor vereinbart, Funkkontakt zum OSS aufnahmen. Dies geschah mit Hilfe eines neuentwickelten Funksprechgerätes, das eine Reichweite von etwa 10 km hatte. Zur Kontaktaufnahme kurvten „Moskito“-Jagdbomber der US Army Air Forces in der Umgebung Berlins. Mehrmals konnten sie wichtige Beobachtungen übermitteln. Sie organisierten eine Widerstandsgruppe und motivierten andere Berliner, die Stadt, im Besonderen eine Brücke, vor der Zerstörung durch die Wehrmacht zu schützen. Sie berichteten während der sogenannten Aktion Hammer dem OSS bis zum 25. April 1945 über den Betrieb eines Berliner Kraftwerks und die Berliner Verkehrssysteme. Anschließend begaben sie sich in sowjetische Kriegsgefangenschaft und wurden nach zwei Monaten US-amerikanischen Truppen übergeben.
1946 kehrte er nach Deutschland zurück und engagierte sich als SED-Betriebsfunktionär beim Aufbau der DDR. 
In den 1960er Jahren war Lindner Chefredakteur von Radio Berlin International.

## Ehrungen
Im April 2006 wurde ihm postum der US-Orden Silver Star verliehen.